# Coursetia maraniona
Coursetia maraniona är en ärtväxtart som beskrevs av Matt Lavin. Coursetia maraniona ingår i släktet Coursetia, och familjen ärtväxter. Inga underarter finns listade i Catalogue of Life.